# Evangelina Salazar
Evangelina Yolanda Salazar (Buenos Aires, 15 de junio de 1946) es una actriz argentina de cine y televisión.

## Trayectoria
Destacada joven actriz de su generación, ganó el premio del Festival de San Sebastián en 1966 por su actuación protagónica en Del brazo y por la calle junto a Rodolfo Bebán, con quien luego hizo Romeo y Julieta, de William Shakespeare, en televisión, ese mismo año, dirigidos por María Herminia Avellaneda y secundados por un gran elenco: (Cipe Lincovsky, Ernesto Bianco, María Rosa Gallo, Susana Rinaldi, Sergio Renán y otros).
En televisión se había iniciado en 1962 junto a Marilina Ross y Teresa Blasco en el elenco del ciclo Señoritas alumnas de Abel Santa Cruz. Además participó en teleteatros como El amor tiene cara de mujer, de Nené Cascallar,  conquistando gran popularidad como la maestra Jacinta Pichimahuida, a mediados de la década de 1960, y La pícara soñadora en 1968.
En 1970 fue Remedios de Escalada en la película El Santo de la Espada (la historia del libertador José de San Martín), de Leopoldo Torre Nilsson, con Alfredo Alcón, Lautaro Murúa y Héctor Alterio, sobre guion de Beatriz Guido y Ulises Petit de Murat.
En 1967 se casó con el cantante Palito Ortega, retirándose de la escena para reaparecer esporádicamente. Ramón Ortega y Evangelina Salazar se casaron por televisión en 1967 y tuvieron seis hijos: Martín, Julieta, Luis, Sebastián, Rosario y Emanuel Ortega. En 2001 realizó una breve participación en la telenovela juvenil EnAmorArte, que era protagonizada por Emanuel y producida por Sebastián.
En el año 2004 reapareció en el filme Monobloc dirigida por su hijo Luis, ganando el Premio Cóndor de Plata como actriz de reparto.
En 2011 volvió a la televisión en la comedia Un año para recordar, emitida por Telefe, como la narradora de la historia. Esta serie fue producida por su hijo Sebastián.
En 2012 realizó una participación especial en la comedia más exitosa del año, Graduados, emitida por Telefé. Allí interpretó a una jueza de paz que casa a los personajes de Guillermo (Juan Gil Navarro) y Fernando (Ivo Cutzarida). Esta ficción fue también producida por Sebastián Ortega.

## Premios y reconocimientos
Festival Internacional de Cine de San Sebastián
| Año  | Categoría                         | Película                 | Resultado |
| ---- | --------------------------------- | ------------------------ | --------- |
| 1966 | Concha de Plata a la mejor actriz | Del brazo y por la calle | Ganadora  |

- Mejor actriz, Premio Cóndor de Plata 1967 por Del brazo y por la calle.
- Mejor actriz de reparto, Premio Cóndor de Plata 2007 por Monobloc.

## Cine
- 1959: Evangelina
- 1963: Lindor Covas, el cimarrón
- 1966: Mi primera novia
- 1966: Del brazo y por la calle
- 1968: Operación San Antonio
- 1970: El Santo de la espada
- 1971: En una playa junto al mar
- 1973: Me gusta esa chica
- 1976: Dos locos en el aire
- 1979: Vivir con alegría
- 2004: Monobloc

## Discografía
- 1967: Cuentos de Walt Disney narrados por Evangelina Salazar - RCA VICTOR
- 1967: Pinocho - Blancanieves y los 7 enanitos - Peter Pan - La Cenicienta - RCA VICTOR
- 1967: Cuentopos de Gulubu - RCA VICTOR
- 1967: La Cenicienta (Simple) - RCA VICTOR
- 1967: Blancanieves y los 7 enanitos (Simple) - RCA VICTOR
- 1967: Pinocho (Simple) - RCA VICTOR
- 1967: Walt Disney cuento de Pinocho - Nueva versión - RCA VICTOR
- 1967: Peter Pan (Simple) - RCA VICTOR